# AIVP - Le réseau mondial des villes portuaires
 (octobre 2012).
Si vous disposez d'ouvrages ou d'articles de référence ou si vous connaissez des sites web de qualité traitant du thème abordé ici, merci de compléter l'article en donnant les références utiles à sa vérifiabilité et en les liant à la section « Notes et références ».
L'AIVP, le réseau mondial des villes portuaires, rassemble les acteurs urbains et portuaires du développement des villes et des ports ainsi que leurs partenaires. Son siège est situé au Havre.

## Présentation de l'Association internationale villes et ports

### Histoire de l'Association internationale villes et ports
L’AIVP, le réseau mondial des villes portuaires, a été fondé en France dans la ville portuaire du Havre le 31 août 1988, à l’initiative de quelques villes et ports européens. Le Havre avec Antoine Rufenacht ancien maire du Havre et président fondateur, Gênes, Bilbao, Barcelone, Anvers…, très vite rejointes par d’autres, unissaient dès lors leurs efforts pour encourager l’essor de ces villes liées à un fleuve, une mer ou un océan.
L'AIVP a pu bénéficier pour son lancement du soutien de la Région Haute Normandie et de la DATAR alors en pleine réflexion sur les problématiques de la reconversion des « Friches industrielles et portuaires ». 
Aujourd'hui, l'Association internationale villes et ports est présente sur tous les continents. Elle réunit plus de 210 adhérents ; villes, ports et acteurs économiques. Le réseau international de l'Association internationale villes et ports couvre 49 pays.

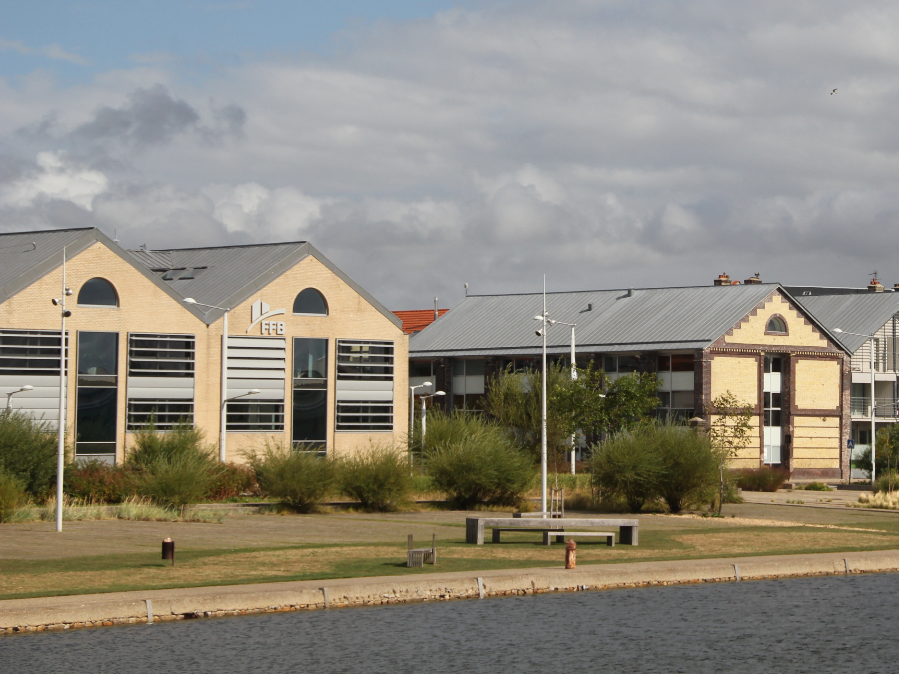
Siège de l'AIVP.

### Fonctionnement de l'Association internationale villes et ports
L'Association internationale villes et ports est une organisation non gouvernementale juridiquement créée sous le régime français de l’association loi 1901. Elle dispose d'un Conseil d’Administration où sont représentées 13 nationalités. Les membres de l'AIVP sont répartis en trois collèges : collectivités locales,  autorités portuaires et  professionnels. L'association travaille dans trois langues officielles : l'anglais, le français et l'espagnol. Le siège de l'AIVP est au 5 quai de la Saône au Havre (76600).

### Rôle de l'Association internationale villes et ports
L'Association internationale villes et ports est le témoin privilégié des mutations en cours dans les villes et les ports du monde entier. 
Les membres actifs de l'Association internationale villes et ports partagent tous le même objectif : favoriser le développement des villes portuaires en améliorant le dialogue entre les villes et les ports et en favorisant les échanges d'expériences entre places portuaires. L'Association internationale villes et ports travaille sur des domaines aussi divers que les problématiques d'aménagement des interfaces ville-port et l'évolution des waterfronts, les politiques d'aménagement du territoire, de développement durable et d’environnement, les fonctionnalités économiques propres aux places portuaires… Plus récemment de nouveaux thèmes sont venus enrichir l'action de l'AIVP comme l'intégration sociétale des ports ou la problématique du changement climatique. Les acteurs des villes portuaires veulent échanger leurs savoirs pour mieux progresser. Les projets de développement conjoint ville-port sont au cœur des travaux de l'AIVP. 

### Missions de l'Association internationale villes et ports
- Développer la concertation entre la ville et le port, multiplier et diversifier les contacts ;
- Partager des expériences et des savoir-faire pour valoriser la ville portuaire ;
- Promouvoir les projets ville-port.

### Présidents de l'Association internationale villes et ports
- 1988 - 2002 : Antoine Rufenacht, maire du Havre
- 2002 - 2005 : Giuliano Gallanti, président du Port de Gênes
- 2005 - 2009 : Iñaki Azkuna Urreta, maire de Bilbao
- 2009 - 2015 : Jean Pierre Lecomte, président d’honneur au Grand Port Maritime du Havre
- Depuis 2015 : Philippe Matthis, directeur général adjoint du Port de Bruxelles

## Port Center Network (PCN)

### Concept Port Center
Lors de l’assemblée générale 2010 à Ajaccio, les décideurs membres de l'Association internationale villes et ports ont confirmé leur volonté d’explorer le concept de port center : espaces d’interprétation de l’activité portuaire contemporaine. Ces espaces visent à faire connaître au public le plus large les enjeux du développement portuaire.
Aujourd’hui, plusieurs autorités portuaires telles que Rotterdam, Melbourne, Anvers et Gênes font partie du PCN.

### Missions du PCN
- Fédérer et développer la collaboration entre les Port Center, promouvoir les nouvelles initiatives ;
- Offrir un dispositif de benchmark et une plateforme d’échange de bonnes pratiques ;
- Développer des outils pour une meilleure stratégie de communication  et de gouvernance ;
- Proposer des projets éducatifs partagés entre les citoyens et la place portuaire ;
- Accompagner les entreprises portuaires et maritimes dans le processus de responsabilité sociale.

## Observatoire Villes Ports Océan Indien
Créé en 2009 et soutenu par l'Association internationale villes et ports, l'Observatoire Villes Ports Océan Indien a pour objectif de fédérer les acteurs, structurer la collaboration, et nourrir la réflexion sur les problématiques de développement des villes portuaires et des ports de la zone Océan Indien. L'Observatoire souhaite également contribuer à l'émergence et la création d'une identité régionale.

### Publications
- Dockinfos
- Innovations Ville-Port - Fédération Nationale des Agences d'Urbanisme
- Final Report and Good Practices Guide